# Novelletten
Novelletten voor strijkkwartet ook wel aangeduid als Drie novelletten voor strijkkwartet is een compositie van Frank Bridge uit 1904 Bridge componeerde het werk voor strijkkwartet. Bridge was net afgestudeerd (april 1903) aan de Royal Academy of Music, en begon zijn eigen stijl te zoeken. Het werd voor het eerst uitgevoerd in de Royal Academy op 20 november 1904. Het werk werd pas in 1915 uitgegeven.
Delen:
1. Andante moderato
2. Presto – allegretto
3. Allegro vivo

## Discografie
- Uitgave ¬Naxos: Maggini Quartet
- Uitgave Somm Celeste: Bridge Quartet